# CP série 9700
La série CP 9700 de la Caminhos de Ferro Portugueses - CP était une rame automotrice diesel-électrique en service de 1963 à 2001.

## Historique
Ces rames automotrices comprenant 4 caisses articulées ont été fabriquées en (ex) Yougoslavie entre 1963 et 1969 par la société Đuro Đaković sur commande de la Compagnie des chemins de fer de l'Etat yougoslave "JD", pour rouler sur le réseau à écartement réduit de 760 mm. En 1980, la compagnie portugaises CP a racheté 10 rames et les a adaptées à la voie métrique standard 1 435 mm pour remplacer les anciens autorails de la série 9300 sur les lignes du Corgo, Tua et Vouga.
Les 10 rames ont été fabriquées en Croatie par Đuro Đaković en 1963.
Leur utilisation au Portugal a été marquée par plusieurs problèmes, essentiellement dus à la faible puissance des 4 moteurs Fiat installés (1 par unité) et de la transmission mécanique qui souffrait énormément sur les trajets sinueux et pentus desservis. La conception des rames du constructeur yougoslave Đuro Đaković, répondait aux critères locaux avec une géographie plane sans côtes raides alors que le relief de la région d'utilisation était très accidenté. Ce sont les vibrations constantes ressenties par les passagers qui leur ont valu le surnom de "Xepa". 
Pour tenter de résoudre ces difficultés, la compagnie portugaise à rapidement transformé ces rames quadruples en unités triples puis doubles. À partir de 1990, toutes les rames disponibles encore en état ont été affectées à la ligne du Vouga.

## Transformation en Série 9400
Entre 1992 et 1993, 6 des rames en formation TDU - Triple Diesel Unit ont été retirées du service et transformées par la société EMEF SA où n'ont été conservés que la boîte de vitesses, les bogies et les caisses. Ces nouvelles rames composées de 3 motrices couplées équipées de moteurs Volvo développant 560 Ch (3 fois 187 ch chacun), ont été baptisées Série 9400 et ont été affectées aux lignes de Vouga et la ligne secondaire Aveiro. Bien que leur vitesse ait été réduite à seulement 51 km/h, elles ont connu exactement les mêmes problèmes de fonctionnement. À partir de 2002, elles ont été remplacées par la Série 9630. Les vieilles rames CP 9400 ont été vendues à la Compagnie des chemins de fer du Mozambique et celle du Pérou.

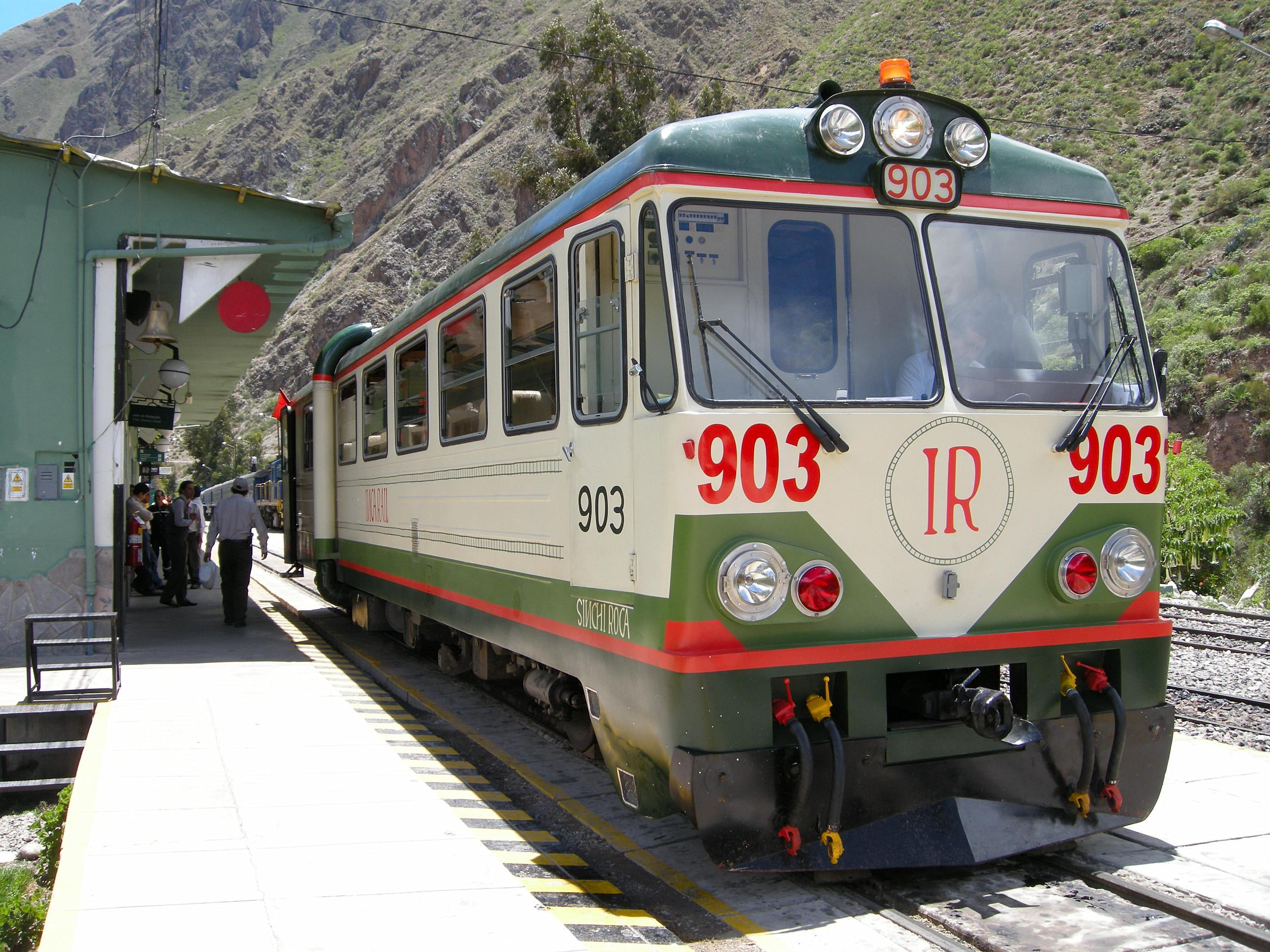
Autorail ex CP 9700 transformé en service au Pérou dans la compagnie Inca Rail

Certains éléments qui composaient les "Dual Diesel Unit" ont été transformés en 1995 en Série 9500, dans le cadre du projet LRV2000,  les autres ont été détruits en 2001. 